# Campeonato Catarinense de Futebol de 2013
O Campeonato Catarinense de Futebol de 2013 foi a 88ª edição do principal torneio catarinense entre clubes. Como na edição anterior, vai ser disputada em três divisões: a principal, a especial, e a de acesso, correspondendo, respectivamente, à primeira, segunda e terceira divisões.O campeão e o vice-campeão da divisão principal disputarão a Copa do Brasil de 2014.

## Divisão Principal

### Participantes
| Equipe              | Cidade         | Em 2012        | Estádio                            | Capacidade | Títulos (mais recente) |
| ------------------- | -------------- | -------------- | ---------------------------------- | ---------- | ---------------------- |
| Atlético de Ibirama | Ibirama        | 6º (Principal) | Hermann Aichinger                  | 6.000      | 0 (não possui)         |
| Avaí                | Florianópolis  | 1º (Principal) | Ressacada                          | 17.537     | 16 (2012)              |
| Camboriú            | Camboriú       | 8º (Principal) | Robertão                           | 3.500      | 0 (não possui)         |
| Chapecoense         | Chapecó        | 3º (Principal) | Índio Condá                        | 15.000     | 4 (2011)               |
| Criciúma            | Criciúma       | 7º (Principal) | Heriberto Hülse                    | 19.900     | 9 (2005)               |
| Figueirense         | Florianópolis  | 2º (Principal) | Orlando Scarpelli                  | 19.584     | 15 (2008)              |
| Guarani de Palhoça  | Palhoça        | 1º (Especial)  | Estádio Renato Silveira            | 3.000      | 0 (não possui)         |
| Joinville           | Joinville      | 4º (Principal) | Arena Joinville                    | 22.000     | 12 (2001)              |
| Juventus            | Jaraguá do Sul | 2º (Especial)  | João Marcatto                      | 10.000     | 0 (não possui)         |
| Metropolitano       | Blumenau       | 5º (Principal) | Complexo Esportivo Bernardo Werner | 2.300      | 0 (não possui)         |

### Campeão
| Campeão Catarinense 2013 |
| Criciúma                 |
| ------------------------ |
| Criciúma 10º Título      |

## Divisão Especial

### Equipes Participantes
| Equipe           | Município   | Em 2012                 | Estádio                            | Capacidade | Títulos     |
| ---------------- | ----------- | ----------------------- | ---------------------------------- | ---------- | ----------- |
| Atlético Tubarão | Tubarão     | 4º                      | Estádio Domingos Silveira Gonzales | 3.500      | 2007        |
| Canoinhas        | Canoinhas   | ---*                    | Estádio Ditão                      | 5.000      | ---         |
| Brusque          | Brusque     | 9º (Divisão Principal)  | Augusto Bauer                      | 5.000      | 1997 e 2008 |
| Caçador          | Caçador     | 1º (Divisão de Acesso)  | Carlos Alberto da Costa Neves      | 6.500      | ---         |
| Concórdia        | Concórdia   | 3º                      | Domingos Machado de Lima           | 5.000      | ---         |
| Hercílio Luz     | Tubarão     | 7º                      | Aníbal Costa                       | 10.000     | ---         |
| Imbituba         | Imbituba    | 5º                      | Emília Mendes Rodrigues            | 5.000      | 2009        |
| Marcílio Dias    | Itajaí      | 10º (Divisão Principal) | Hercílio Luz                       | 10.000     | 1999 e 2010 |
| Porto            | Porto União | 9º                      | Municipal Antiocho Pereira         | 7.000      | ---         |
| XV de Indaial    | Indaial     | 8º                      | Gigante do Vale                    | 1.000      | ---         |

* O Canoinhas negociou a vaga do extinto Biguaçu na Divisão Especial de 2013.

### Campeão
| Campeonato Catarinense de 2013 - Divisão Especial |
| Itajaí                                            |
| ------------------------------------------------- |
| Marcílio Dias 3º Título                           |

## Divisão de Acesso

### Equipes Participantes
| Equipe         | Município          | Em 2012 | Estádio                            | Capacidade | Títulos |
| -------------- | ------------------ | ------- | ---------------------------------- | ---------- | ------- |
| Barra          | Balneário Camboriú | ---     | das Nações                         | 5.000      | ---     |
| Blumenau       | Blumenau           | ---     | Complexo Esportivo Bernardo Werner | 2.300      | ---     |
| Curitibanos    | Curitibanos        | ---     | Wilmar Ortigari                    | 5.000      | ---     |
| Inter de Lages | Lages              | 3º      | Vidal Ramos Júnior                 | 6.000      | ---     |
| Jaraguá        | Jaraguá do Sul     | 2º      | do Botafogo                        | 1.000      | ---     |
| Maga           | Indaial            | 6º      | Gigante do Vale                    | 1.000      | ---     |
| NEC            | Navegantes         | 5º      | Hercílio Luz                       | 10.000     | ---     |
| Oeste          | Chapecó            | 4º      | Augusto Bauer¹                     | 5.000      | ---     |
| Pinheiros      | Garopaba           | ---     | Campo do Campinense                | 200        | ---     |

1. Apesar de ser um clube sediado em Chapecó, o Oeste irá disputar os seus jogos como mandante na cidade de Brusque, no Estádio Augusto Bauer.

### Campeão
| Campeonato Catarinense de Futebol de 2013 - Divisão de Acesso |
| ------------------------------------------------------------- |
| Inter de Lages Campeão (1º título)                            |